# Тайна старого подземелья
Тайна старого подземелья (опубликована в 1944 году) — третья книга из серии Великолепная пятёрка британской писательницы Энид Блайтон.

## Сюжет
Джулиан, Дик и Энн приезжают в коттедж Киррин, чтобы погостить у Джорджа (настоящее имя Джорджина) на каникулах. Они планируют провести время, исследуя остров Киррин, но их счастье омрачается, когда тетя Фанни заболевает и должна уехать с дядей Квентином на лечение в далекую больницу. О них заботится временная кухарка тети Фанни, миссис Стик, которую сопровождают ее муж и их противный и надоедливый сын Эдгар. Семья Стиков и четверо детей начинают ненавидеть друг друга. Миссис Стик неоднократно пытается отравить собаку Джорджа Тимми, побуждая Джорджа готовить тайный план побега на остров Киррин. Когда Джулиан застает ее уходящей, она решает позволить другим детям пойти с ней.
Дети находят доказательства того, что остров посещают другие люди, и подозревают контрабандистов. Обнаружение игрушек и одежды маленькой девочки указывает на нечто более зловещее, и затем они обнаруживают, что Стикс заточили в неволю маленькую девочку, Дженнифер Армстронг, на острове и удерживают ее ради выкупа. После того, как дети замучили Стикс и заставили их уйти, они спасают девочку и отводят ее в полицию, которая была поражена, увидев ребенка, которого «ищет вся страна». Полиция сопровождает их обратно на остров вовремя, чтобы поймать и арестовать Стикс. Затем отец похищенной девочки позволяет ей провести неделю со своими новыми друзьями на острове Киррин.

## Телеадаптация
В сериале 1970-х годов миссис Стик впервые появляется со своим мужем, который отвозит ее в коттедж Киррин в начале; в книге мистер Стик не появляется, пока не сталкивается с Джулианом, когда последний крадет еду из кладовой после того, как миссис Стик отказывается нормально кормить детей. В фильме Тетя Фанни не больна, но она оставляет детей, чтобы ухаживать за больным родственником. Дженнифер Армстронг и ее семья никогда не упоминаются, хотя Стикс похищают Джорджа и Дика, прежде чем Джулиан и Энн спасают их.
В телесериале 1990-х годов отцом Дженнифер является генерал Армстронг, у которого есть информация о проекте Gemini. Похищение Дженнифер показано. Её выхватывают из кровати, затем связывают, затыкают рот и оставляют в пещере, прежде чем ее спасают Пятеро. Когда они уходят, они связывают и затыкают рот Эдгару, сыну Стиксов. В книге ее похищают, когда она играет в саду. Стикс — единственные, кто упоминается как причастный к преступлению. Тетя Фанни (переименованная в тетю Фрэнсис) не заболевает, но она идет навестить подругу, которой нужна поддержка из-за сломанной ноги.

## Персонажи
- Дядя Квентин
- Тетя Фанни
- Джорджина (Джордж)
- Джулиан
- Дик
- Энн
- Тимоти или Тим (собака)
- Мистер Стик
- Миссис Стик
- Эдгар Стик
- Мистер Армстронг
- Миссис Армстронг
- Дженнифер Мэри Армстронг
- Собака Тинкер (Стинкер)